# Eva Odelman
Eva Odelman, född 28 juni 1943 i Stockholm, är en svensk klassisk filolog och professor i latin.